# Salame nostrano tipico di Castiglione delle Stiviere
Il salame nostrano tipico di Castiglione delle Stiviere è un salume a base di carne di maiale.

## Zona di produzione
Il salame di Castiglione è un prodotto tipico della tradizione mantovana con particolare riferimento alla zona di produzione geograficamente individuata dal Comune di Castiglione delle Stiviere, in provincia di Mantova.

## Ingredienti
Nel luogo di produzione tradizionale si impiegano le carni ottenute dalle razze del suino pesante padano mantovano.

## Certificazioni e riconoscimenti
Il salame nostrano tipico di Castiglione delle Stiviere ha acquisito dal 2014 lo stato di "De.C.O." (Denominazione comunale d'origine).